# 滘口汽车客运站

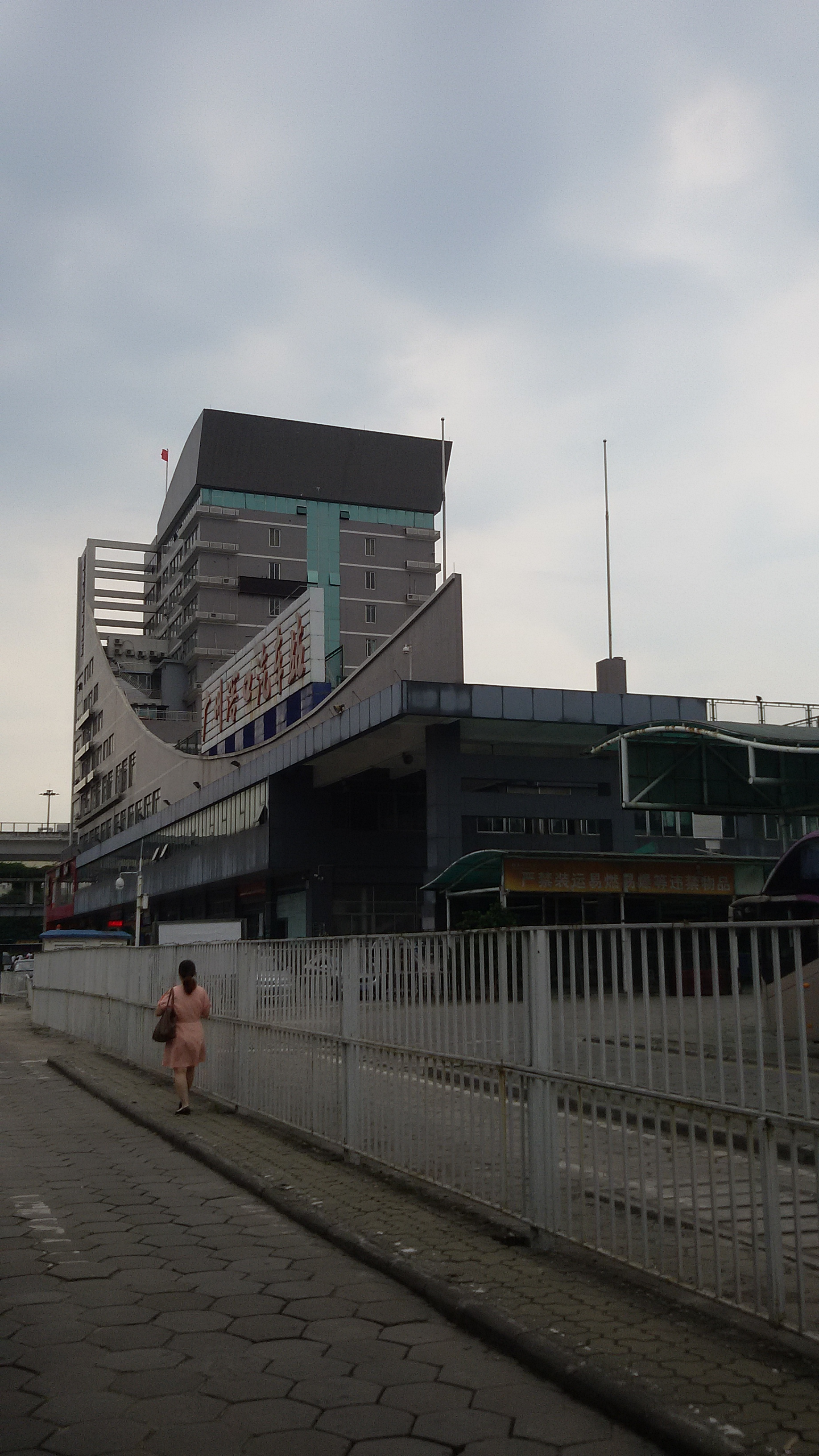
滘口汽车客运站

滘口汽车客运站，又称滘口客运站或滘口汽车站，是中国广东省的一个客运站，于1999年8月1号营运，位于广州荔湾区芳村和佛山南海大沥镇黄岐的交界。

## 占地面积
面积120000平方米，其中客运80000平方米、货运40000平方米，有77个发车位。

## 主要经营
车站主要经营去深圳、阳江、东莞、珠海、惠州、茂名、湛江、肇庆、云浮、清远、江门地区，外省包括广西、贵州、湖北、海南、云南、四川、江西、湖南、福建等地的车。

## 附近交通
- 地铁：
█5号线：滘口站
- 巴士：
滘口客运站总站
滘口客运站